# Бонапартова чайка
Бонапартова чайка (лат. Chroicocephalus philadelphia) — вид небольших птиц из рода Chroicocephalus семейства чайковых (Laridae). Русское название вида дано в честь французского орнитолога Шарля Люсьена Бонапарта (1803—1857).

## Описание
Бонапартова чайка длиной от 28 до 30 см и массой 180 до 230 г. Размах крыльев составляет от 90 до 100 см .
В брачном наряде у чайки тёмно-серая или чёрная голова. Чёрная окраска тянется от верхней части затылка до подбородка. Клюв чёрный, внутренняя часть клюва ярко-оранжево-красная. Вокруг глаз очень тонкое тёмно-красноватое кольцо, радужины тёмно-коричневые. Над и под глазом имеются два белых пятна в форме полумесяца. Верхняя сторона тела и хвост белые, грудь и брюхо с розовым оттенком. Верхняя часть тела голубовато-серая. Ноги красные.
В зимнем наряде отсутствует тёмная шапочка на голове. Только на уровне кроющих уха имеется чёрное пятно чаще в форме полумесяца. Другое очень маленькое тёмно-серое пятно находится перед глазом. Верх головы грязно-серого цвета. Ноги розового цвета.
Птенцы-пуховички чёрные с коричневыми пятнами.
Существует вероятность спутать в области распространения бонапартову чайку с вилохвостой чайкой. Тем не менее, у последней хвост вилочковый.

## Распространение
Бонапартова чайка распространена на юге Аляски, однако как на западном, так и на северном побережье она редка. Кроме того, это гнездовая птица территории Юкон, и оттуда до южной границы Гудзонова залива. Её жизненное пространство — это озёра и реки хвойных лесов.
Это перелётная птица, которая мигрирует в зимнем полугодии на восточное и западное побережье Соединенных Штатов. Кроме того, она зимует на Великих озёрах.

## Питание
Бонапартова чайка питается преимущественно насекомыми, которых ловит как во время полёта, так и на земле или на поверхности воды. В зимнем полугодии большую роль в спектре питания играют рыбы и ракообразные. В это время чайки становятся очень общительными птицами.

## Размножение
Птицы гнездятся обычно отдельно, реже в небольших колониях. В брачный период это моногамные птицы. Они строят свои гнёзда на деревьях, что очень необычно для чаек. Гнездо строится из маленьких веточек и выкладывается изнутри мхом и травой. Часто используют прошлогодние гнёзда.
В кладке обычно 3 яйца. Они красновато-оливкового или серо-коричневого цвета с коричневыми пятнами. Высиживание длится от 22 до 25 дней. Обе родительских птицы участвуют в выведении. Молодые птицы становятся самостоятельными в возрасте примерно 35 дней. Половозрелость наступает на второй год.

## Систематика
Американское общество орнитологов в июле 2008 года причислило вид ранее известный как Larus philadelphia к роду Chroicocephalus.